# Ibis madagaskarský
Ibis madagaskarský (Lophotibis cristata) je druh ptáka z čeledi ibisovití, podčeledi ibisové.
Patří mezi největší ptáky žijící v lesích Madagaskaru. Žije jak v nížinných tropických deštných lesích, tak v lesích až do polohy 2000 m n. m.
Na rozdíl od jiných druhů ibisů má výraznou chocholku již od kořene zobáku. Ta má navíc jiné zbarvení než zbytek těla. Vyznačuje se rovněž krátkýma nohama.
Živí se hmyzem, pavoukovci, hlemýždi, obojživelníky i malými plazy.
Dosahuje délky přibližně 50 cm (48 až 53 cm).
Je řazen mezi téměř ohrožené taxony.
Rozlišují se dva poddruhy:
- Lophotibis cristata cristata (Boddaert, 1783) – výskyt: východní Madagaskar[3]
- Lophotibis cristata urschi (Lavauden, 1929) – výskyt: západní Madagaskar[3]

## Chov v zoo
Ibis madagaskarský byl v březnu 2020 chován ve 14 evropských zoo. Jde tak o vzácně chovaný druh. V Česku byl v tu dobu chován ve dvou zoologických zahradách:
- Zoo Plzeň
- Zoo Praha

### Chov v Zoo Praha
Chov tohoto druhu v Zoo Praha započal v roce 2018, kdy byli dovezeni dva samci a dvě samice z Weltvogelparku v německém Walsrode. Původem však tito ptáci pocházeli nejen z tohoto ptačího parku, ale rovněž z Jersey Zoo na britském ostrově Jersey a německé Zoo Leipzig. Jeden pár byl umístěn do expozice, druhý pár do zázemí. V obou případech byla snesena vejce, oplozena byla jen dvě v chovatelském zázemí. Jedno z vajec bylo umístěno do inkubátoru, druhé ponecháno u rodičů. Mládě, které se vylíhlo v umělé líhni 3. 8. 2019, se podařilo odchovat, a jednalo se tak o první odchov v rámci českých a slovenských zoologických zahrad. Velkým úspěchem bylo zejména to, že se mládě podařilo umístit k rodičům, a bylo tedy ve výsledku odchováno kombinovaně. Zoo za tento odchov získala ocenění Bílý slon (1. místo v kategorii ptáci). V červnu 2020 se vylíhlo další mládě.
Jde o jeden z deseti druhů ibisů chovaných v Zoo Praha, která díky tomu měla na jaře 2020 největší kolekci těchto ptáků v Evropě.
Návštěvníkům byl druh prvně představen v rámci nově upravených voliér na zahájení sezony 2019. K vidění je tedy v dolní části zoo mezi pavilonem tučňáků a expozičním celkem Vodní svět a opičí ostrovy.